# 罗尔夫·利
罗尔夫·利（挪威語：Rolf Lie，1889年5月20日—1959年6月18日），挪威男子竞技体操运动员。他曾代表挪威获得1912年夏季奥运会体操比赛男子团体自由式金牌。他的哥哥阿尔夫同样也是体操选手。